# Kulčiba dávivá
Kulčiba dávivá (Strychnos nux-vomica) je strom, případně keř z tropické Asie, pěstuje se též v Africe. Listy jsou křižmostojné, bílé květy vyrůstají ve vidlanech. Plody jsou velké kulovité bobule s tuhým, šedě žlutým oplodím. V rosolovité dužnině jsou 2 až 4 okrouhlá zploštělá semena (Semen nucis vomitae, Semen strychni), která slouží jako surovina pro izolaci alkaloidů a výrobu léčiv. Semena obsahují indolové alkaloidy (2 až 3 %), zejména strychnin (1 %) a brucin (1,5 %). Kromě alkaloidů se v semeni vyskytují též hořčiny (loganin) a olej. Alkaloidy se nacházejí i v kůře a v listech rostliny.
Droga ve formě extraktu nebo přímo izolovaný strychnin se používají pro zvýšení chuti k jídlu a k posílení svalstva. Strychnin dráždí centrální nervovou soustavu, zejména nervy páteřní míchy, zvyšuje napětí svalstva, čehož lze využít při léčení svalové ochablosti (např. při poruchách trávicího ústrojí). Povzbuzuje dýchání a krevní oběh, lze jej též použít jako protijed při otravách hypnotiky. Brucin se někdy používá jako standard hořkosti.